# Comune di Ivittuut

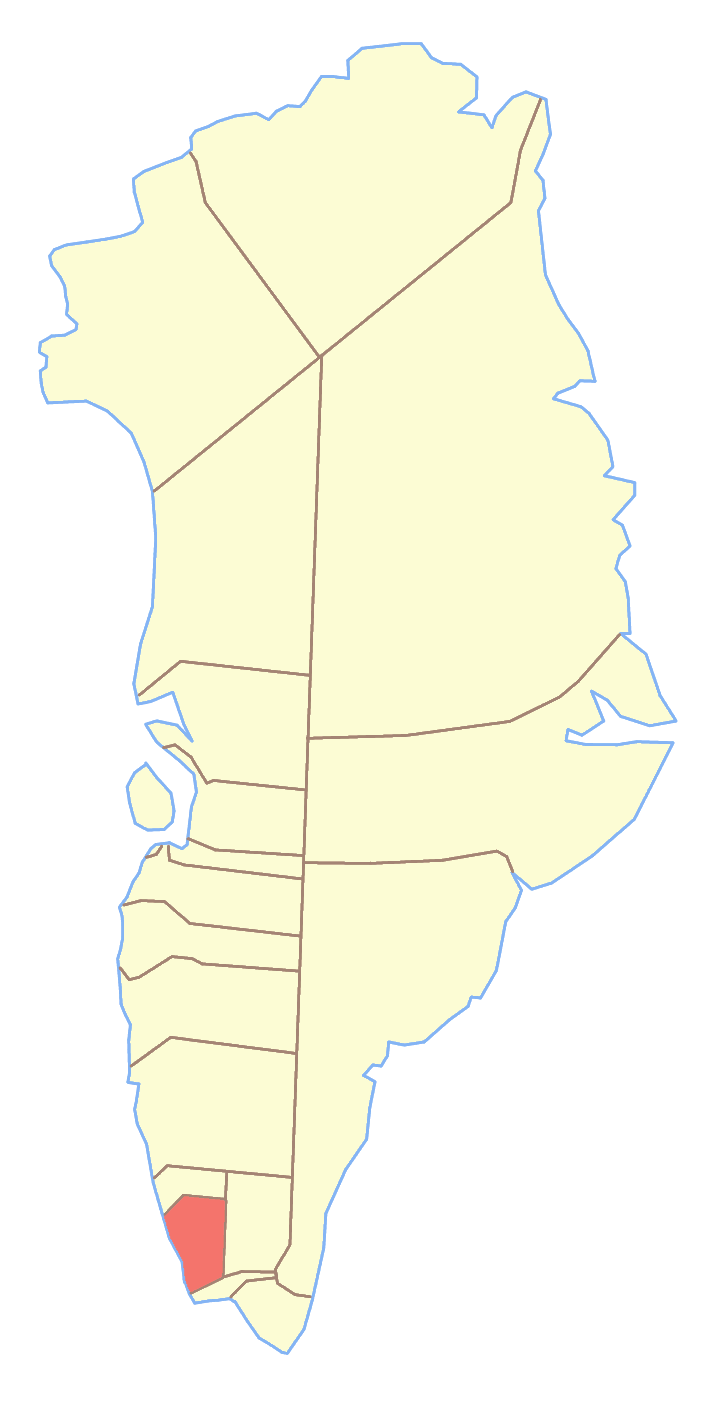
Il comune di Ivittuut nell'ambito della vecchia suddivisione

Il comune di Ivittuut (groenlandese: Ivittuut Kommuniat; danese: Ivittuut Kommune) fu un comune della Groenlandia dal 1950 al 2008. La sua superficie era di 100 km² (il più piccolo comune dell'isola) e la sua popolazione era di 176 abitanti (1º gennaio 2005), tutti nella città di Kangilinnguit; si trovava nella contea di Kitaa (Groenlandia Occidentale) e il suo capoluogo è stato prima Ivittuut, poi Kangilinnguit (dopo che Ivittuut si spopolò).
Il comune fu istituito il 18 novembre 1950, e cessò di esistere il 1º gennaio 2009 dopo la riforma che rivoluzionò il sistema di suddivisione interna della Groenlandia; il comune si fuse insieme ad altri quattro (Paamiut, Nuuk, Ammassalik e Ittoqqortoormiit) a formare l'attuale comune di Sermersooq.
Solo Ivittuut e Kangilinnguit facevano parte di questo comune.